# جيمس هنري غارلاند
جيمس هنري غارلاند (بالإنجليزية: James Henry Garland)‏ هو كاهن كاثوليكي أمريكي، ولد في 13 ديسمبر 1931 في ويلمنغتون في الولايات المتحدة.